# 格萊姆斯河
48°56′26″N 9°3′12″E / 48.94056°N 9.05333°E

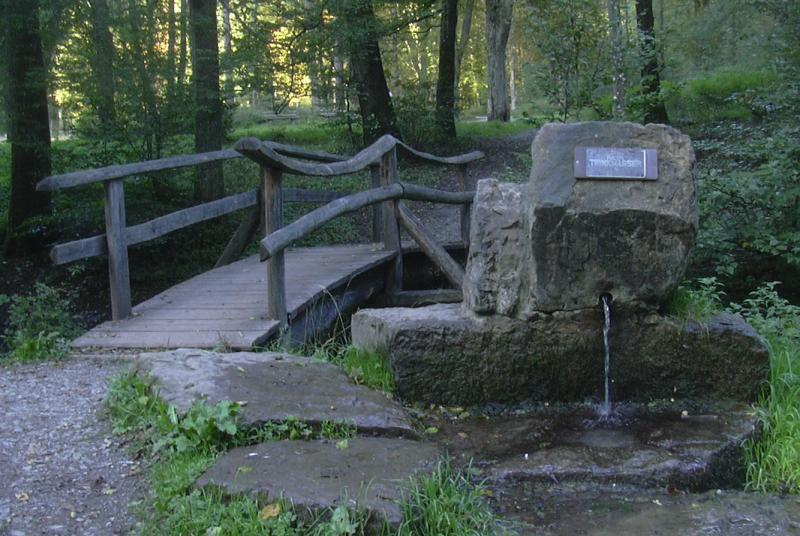

格萊姆斯河是德國的河流，位於巴登－符騰堡州，屬於恩茨河的右支流，河道全長45公里，發源自斯圖加特，流經伯布林根縣和路德維希堡縣。